# كاورو موريموتو
كاورو موريموتو (باليابانية: 森本薫؛ بالكانا: もりもと かおる) هو كاتب مسرحي ياباني، ولد في 4 يونيو 1912 في أوساكا في اليابان، وتوفي في 6 أكتوبر 1946 في كيوتو في اليابان بسبب سل.

## روابط خارجية
- كاورو موريموتو على موقع IMDb (الإنجليزية)
- كاورو موريموتو على موقع قاعدة بيانات الفيلم (الإنجليزية)